# Ayu (Sprache)
Die Sprache Ayu (auch aya genannt; ISO 639-3: ayu) ist eine stark vom Aussterben bedrohte platoide Sprache aus der Sprachgruppe der Plateau-Sprachen, die von insgesamt 800 Personen aus der Volksgruppe der Ayu im nigerianischen Bundesstaat Kaduna gesprochen wird.
Ayu wird noch in den Ortschaften Kongon, Gwade, Tayu, Arau, Diger, Ikwa, Agamati, Anka Ambel und Amantu gesprochen. Viele verwenden heute inzwischen die Sprache Englisch als Muttersprache, manche können auch das Haussa als Zweitsprache.